# 中臣習宜山守
中臣習宜 山守（なかとみのすげ の やまもり、生没年不詳）は、奈良時代の貴族。姓は朝臣。官位は従五位上・伊勢神宮大宮司。

## 出自
『新撰姓氏録』「右京神別」によると、「中臣習宜朝臣」は「同神孫味瓊杵田命之後也習宜」とある。習宜は大和国添下郡の地名。

## 経歴
『二所太神宮例文』の大宮司次第に、「（第十四）」褶宜朝臣山守（天平宝字六年（762年）七月八日任。在任二年）」と記されている。
称徳朝の天平神護元年（765年）正月、改元とともに日置蓑麻呂・多治比長野・多治比乙麻呂・下道色夫多・大伴呰麻呂・弓削秋麻呂・弓削牛養らとともに外従五位下から内位の従五位下に昇叙。
光仁朝の宝亀6年（775年）正月、高向家主・藤原鷲取・佐伯国守とともに、従五位上に昇叙。以降の事績については知られていない。

## 官歴
注記のないものは『続日本紀』による。
- 天平宝字6年（762年）7月2日：伊勢神宮大宮司（『仁所太神宮例文』）
- 天平宝字8年（764年）散位
- 時期不詳：外従五位下
- 天平神護元年（765年）10月22日：従五位下（内位）
- 宝亀6年（775年） 正月16日：従五位上